# エドワード・ファン・ダイク
エドワード・ファン・ダイク（Edward Van Dijck、1918年3月22日 - 1977年4月22日）は、ベルギー、ヘレント出身の自転車競技（ロードレース）選手。
エドゥアール・ファン・ダイク（Édouard Van Dyck）ともいう。また、ワード・ファン・ダイク（Ward Van Dijck）ともいった。

## 来歴
1942年
- アントウェルペン〜ヘント〜アントウェルペン 優勝

1943年
- グランプリ・ド・ワロニー 優勝

1945年
- リエージュ〜バストーニュ〜リエージュ 2位

1946年
- ブリュッセル〜インホーイヘム 優勝
- ロンド・ファン・リンブルフ 優勝

1947年
- ブエルタ・ア・エスパーニャ
  - 総合優勝
  - 区間2勝（第16b、第21a）

1948年
- ツール・ド・フランス 区間1勝（第16）